# Else Kleen
Else Kleen, som gift Kleen-Möller, född 26 februari 1882 i Wien, död 21 december 1968 i Bromma, var en svensk journalist, samhällsdebattör, konstnär och författare. Hon skrev bland annat under signaturen Gwen och med pseudonymen Fru Hein.

## Biografi
Else Kleen var dotter till Emil Kleen och Andrea Gram samt sondotter till Johan af Kleen. Efter flickskola studerade hon måleri vid Berghs målarskola i Stockholm 1899–1901 och Antonio de la Gandara i Paris 1901–1902. Tillbaka i Stockholm blev hon 1906 medarbetare vid Dagens Nyheter, övergick 1910 till Stockholms Dagblad och 1914 till Stockholms-Tidningen.
1907 gav hon ut boken Gwen's bok för hemmet. År 1914 debuterade hon som romanförfattare med den feministiska Släktens kvinnor, vilken åtföljdes av Det stora spelet året därefter. Genom böcker som Kvinnor och kläder (1910) försökte hon höja klädkulturen i landet.
På hösten år 1916 följde hon med maken Göran von Horn, som skickats som diplomatisk kurir till Paris, dit paret reste via Göteborg, Newcastle och London. Efter återkomsten gav Kleen ut reportageboken Hur där såg ut. Över England till Frankrike 1916 (Stockholm 1917), i vilken hon beskriver sina intryck från krigets England och Frankrike och de samtal hon fört, framför allt i Frankrike, om livet under kriget. Boken är påfallande ententevänlig.
År 1912 började hon engagera sig i sociala frågor, och gjorde reportage om psykisk hälsovård och fångvård, och uppdagade misshandel av barn och ungdomar som bodde i skyddshem. Med artikelserier och böcker blev hon en betydelsefull opinionsbildare, som konkret ledde till reformer 1936 och 1937 och till flera åtal mot förövare. År 1939 dömdes hon, av Stockholms rådhusrätt, till två månaders fängelse och 6500 kronor i skadestånd för ärekränkning och falsk angivelse av justitiekanslern för att ha låtit utgiva boken Gröna ön, som var författad av en fånge, den finske mördaren Bruno Poukka. Hon hade själv författat förordet till Poukkas bok. Hon avtjänade straffet på Långholmen.
Till stor del var 1942 och 1945 års reformer av straffvården samt den förändrade straffrätten ett verk av Else Kleen.

### Som modejournalist
Else Kleen var en av Sveriges första kvinnliga modeskribenter inom journalistiken. Hon blev under början av 1900-talet ett stort namn inom den svenska dagspressen, där hon skrev om ett flertal olika ämnen, däribland inspirerande skrifter om mode och trender inom damvärlden. Kleens kännetecken blev att skriva för kvinnor med ett budskap om att varje kvinna skulle kunna sy sina egna kläder, för att på så sätt hålla igen på sina utgifter. I Kleens artiklar framgick det hur man genom sömnadsteknik, textilkunskap samt en god vilja kunde uppnå elegans. I texterna illustrerades även hennes egna mönsterteckningar. I skrifterna bidrog även Kleen med ny kunskap om blusar, kragar, hattar och smycken. Innehållet i Kleens texter riktade sig därför på ett personligt plan till läsarna.
Else Kleen kom senare att börja arbeta som journalist på den svenska veckotidningen Idun, där hon fortsatte att skriva om kvinnligt mode och trender. I Iduns tidningsartiklar berättade Kleen bland annat hur det senaste modet i Paris kunde ombildas till svenska förhållanden.

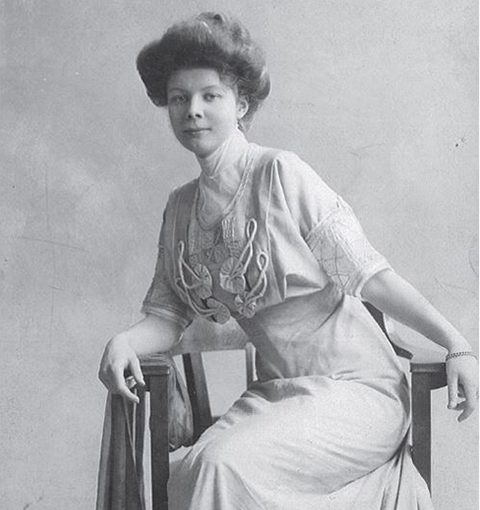
Else Kleen i början av 1900-talet.

“En fru vars hela budget går till 5.000 kr om året bör ej använda 1:20 per dag och person till mat, men hon skall och bör fordra av sig själf att se något så när dräglig ut och därtill behöfva icke åtgå mera än cirka 350 kr om året. För 300 kan hon vara verkligt välklädd med anspråk på elegans. Men då fordras naturligtvis en smula energi och god vilja.”
I Kleens artiklar framgick det hur man genom sy-teknik, textilkunskap samt en god vilja kunde uppnå elegans. I texterna illustrerades även hennes egna mönsterteckningar. I skrifterna bidrog även Kleen med ny kunskap om blusar, kragar, hattar och smycken. Innehållet i Kleens texter riktade sig därför på ett personligt plan till läsarna, där fokus låg på detaljerna. Detta innehåll är vad som kännetecknar modejournalistiken från början av 1900-talet till mitten av seklet. Det var även vanligt förekommande hos modejournalister under denna tid att rekommendera olika inköpsställen i sina artiklar, där det bland annat gick att läsa om var man kunde få tag på den billigaste och bästa varan.

## Familj

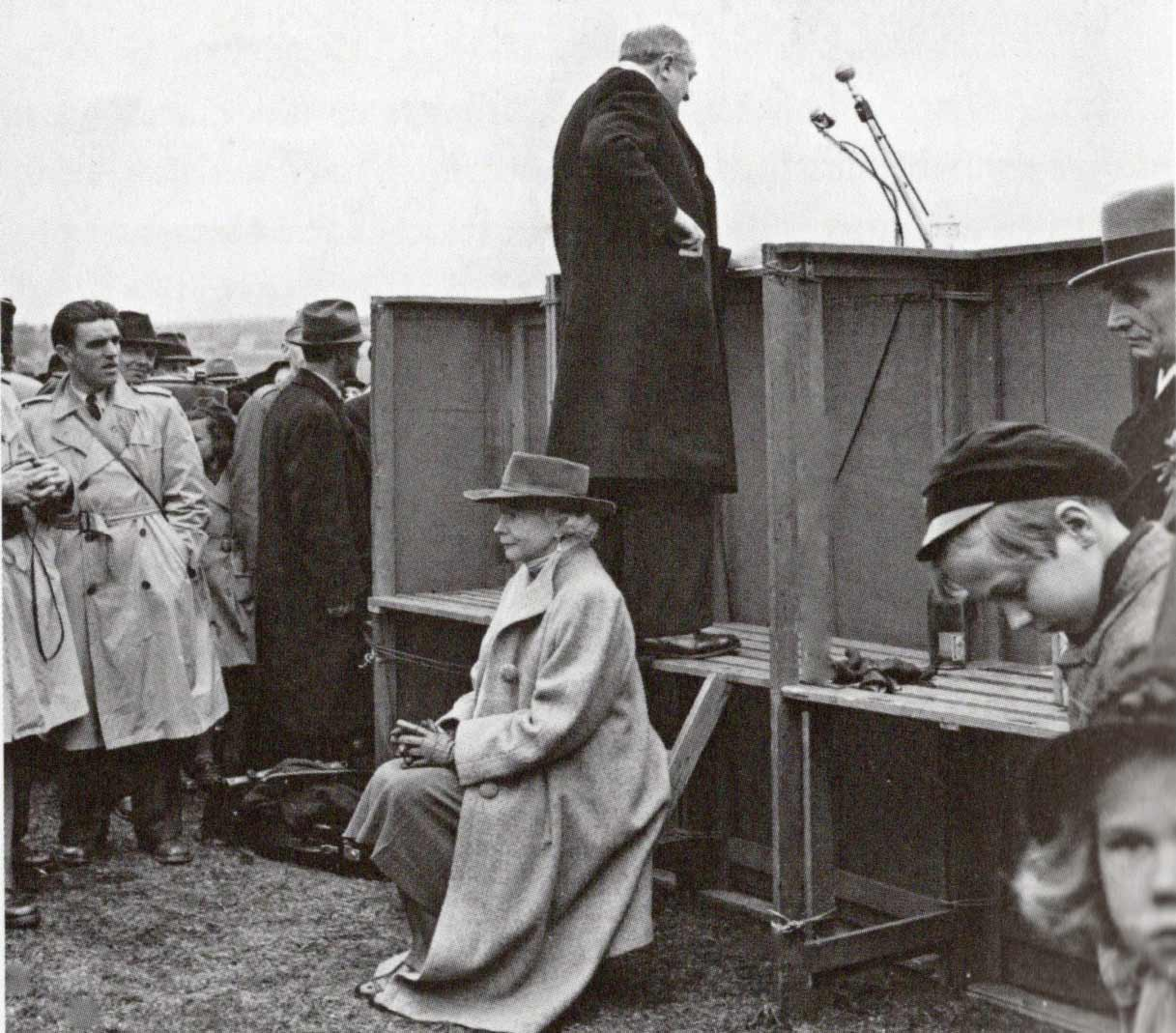
Gustav Möller i talarstolen. Else Kleen sittande

Kleen var gift första gången 1902–1908 med arkitekten Torben Grut, andra gången 1911–1914 med bokförläggaren Henrik Koppel, tredje gången 1916–1922 med tjänstemannen Göran Henning von Horn (1888–1946) och fjärde gången från 1926 med politikern Gustav Möller.
Hennes grav återfinns på Bromma kyrkogård.

### Översättningar
- Russell, Bertrand (1921). Bolsjevismen i teori och praktik. Stockholm: Norstedt. Libris 1481286
- Vachell, Horace Annesley (1922). Fishpingle : en berättelse om det engelska herrgårdslivet. Stockholm: Norstedt. Libris 1484024
- Mayo, Katherine (1929). Moder Indien. Stockholm: Bonnier. Libris 779282

### Redaktör
- Iduns mode- och handarbetstidning. [Stockholm]: [Idun]. 1911-1912. Libris 9828753